# Buza Turcului
Cetatea Cuiești (Buza Turcului)- situată pe dealul Buza Turcului, fortificația de la Bocșa,are o formă poligonală neregulată, fiind realizată din piatră de carieră. Zidurile turnului au o grosime de 3,20m și o înălțime de 10m. Cetatea Cuiești este menționată în prima jumătate a secolului al XIV-lea ca centru al districtului cu același nume. În secolul al XVI-lea, cetatea era în stăpânirea familiei nobiliare românești Racoviță. După cucerirea otomană, a aparținut administrativ de vilayetul Timișoara. În 1658, cetatea a fost demantelată și apoi reconstruită. Fortificația este distrusă în 1695, fără a mai fi vreodată reconstruită.
Cetatea Cuiești a fost o cetate regală, amintită documentar în anul 1331. Fără îndoială că data construirii cetățil este anterioară atestării documentare din anul 1331 și o putem aprecia cândva la începutul secolului al XIV-lea.